# 杏莊太音續譜
《杏莊太音續譜》，古琴譜。明蕭鸞所輯的琴譜專集。

## 琴譜介紹
蕭鸞遊吳越，得曹、鮑兩氏授蕭韶諸曲，合自制的一些琴曲續刻而成，與《補遺》三卷相庚續，故此譜的書作“四卷”。但此書另有嘉靖己末吳炳的序，另有“杏莊老人”自題，另有他的門人陸燁的跋；又北京圖書館也藏有補遺三卷，但無續譜，可見續譜另有一書。此書共著三十八曲，其中《盡善吟》、《蕭韶九成鳳皇來儀》均有殘缺，因是孤本，本編任其殘缺存真，但《琴譜正傳》與《藏春塢琴譜》的同曲可以參補。